# Japanese Book News
『Japanese Book News』（略称：JBN）は、日本の最新の出版物の情報を掲載する国際交流基金発行の英文ニュース紙。季刊（3月・6月・9月・12月発行）。1993年冬創刊。2011年秋号以降はオンラインでロシア語版も公開されている。

## 概要
新刊の書籍から小説、エッセイ、批評、文化、歴史などさまざまなジャンルの16冊を選定してレビューを掲載する。2012年の選定委員・レビュー執筆者は沼野充義、吉見俊哉、与那原恵、張競。過去の担当者には松田哲夫や松本健一、最相葉月らがいる。ほかに、日本の文学界や出版界に関するさまざまな特集記事、文学賞の受賞作決定などのニュース、小説家のエッセイなどが掲載される。

## 発行
バックナンバーは創刊号からすべて、公式サイトでPDFで公開されている。
- 1993年 冬号（創刊号）、春号、夏号、秋号
- 1994年 冬号、春号、夏号、秋号
- 1995年 冬春号、夏号、秋号、冬号
- 1996年以降は、毎年順に春号、夏号、秋号、冬号が発行されている。ただし、2003年は年2回発行。2004年は発行されていない。

## Japanese Book Newsサロン
国際交流基金は、『Japanese Book News』で紹介した小説家と翻訳家および翻訳家志望者が語り合う「Japanese Book Newsサロン 現代日本作家と語る」を2011年より開催している。
- 第1回（2011年9月27日、東京大学山上会館） - 角田光代、沼野充義[2]
- 第2回（2012年1月24日、国際交流基金JFICホールさくら） - 川上弘美、沼野充義[3]